# Heavy Metal (luchador)
Erick Francisco Casas Ruiz  (nacido el 4 de octubre de 1970) es un luchador profesional mexicano más conocido por el nombre de Heavy Metal. A lo largo de su carrera, Ruiz ha trabajado en varias empresas, tales como el Consejo Mundial de Lucha Libre (CMLL), Total Nonstop Action Wrestling (TNA) o la International Wrestling Revolution Group (IWRG), aunque destaca su trabajo en la Asistencia Asesoría y Administración (AAA) a finales de los años 90, donde se quedó con el nombre de Heavy Metal.
Es hermano de los también luchadores Negro Casas  y  El Felino

## Carrera

### Primeros años
Erick Casas comenzó su carrera profesional luchando como Canelo Casas para el Consejo Mundial de Lucha Libre (CMLL). Como Canelo Casas, él, junto con el Sr. Cid, pudo ganar el Campeonato en Parejas de Naucalpan. También ganó el Campeonato Nacional de Peso Wélter al derrotar a Ciclón Ramírez en 1990.

### Asistencia Asesoría y Administración (1992-2004)
Erick Casas dejó CMLL cuando decidió ir a la promoción recién creada Asistencia Asesoría y Administración, más tarde conocida simplemente como AAA, en 1992. Cambió su personaje a Heavy Metal, donde era un rudo y tenía un aspecto de estrella de rock que se basaba en la música heavy metal. Su primera victoria como Heavy Metal fue en el Campeonato Nacional de Peso Wélter, cuando derrotó a Rey Misterio Jr. en 1993. Conservó su título contra Rey Misterio dos veces y El Hijo del Santo. Santo y Metal competirían con el Campeonato Nacional de Peso Wélter de WWA de Santo y con el campeón Nacional de Peso Wélter de Metal. Ambos luchadores pondrían sus dos títulos en la línea en el mismo combate donde el ganador se lleva todo. Heavy Metal perdió su título ante Santo en el otoño de 1993 cuando ambos pusieron sus dos títulos en juego. Después de la pérdida del título, Metal se convirtió en un técnico. Formó un equipo con Latin Lover donde ambos se pelean con Rocco Valente, Tony Arce y Vulcano. Rocco Valente y Tony Arce era el campeón de la Selección Nacional Mexicana en ese momento. Heavy Metal y Latin Lover tuvieron una oportunidad por el título y ganaron el título en 1994. Después de que Metal y Lover ganaron el título, Arce desafió a Metal en una luchas de apuestas que Metal aceptó. La lucha tuvo lugar justo después de dos semanas cuando Metal y Lover ganaron el título. Metal pudo vencer a Arce, por lo que se afeitó el cabello.
El 6 de noviembre de 1994, el evento When Worlds Collide, Metal se asoció con Rey Misterio, Jr. y Latin Lover para enfrentar a Fuerza Guerrera, Madonna's Boyfriend y Psicosis en una tradicional lucha de lucha libre de seis hombres. La final vio a Fuerza Guerrera haciendo que Heavy Metal se sometiera. Fuerza Guerrera y su hijo Juventud Guerrera más tarde comenzaron una pelea con Heavy Metal y Latin Lover por el título por equipos. Heavy Metal y Latin Lover perdieron el título a finales de 1994.
Heavy Metal apareció más tarde en World Wrestling Federation (ahora WWE) debido a que AAA y WWF tenían un acuerdo de intercambio libre de talentos. Sus primeras apariciones fueron en el Royal Rumble, donde se unió con Jerry Estrada y Fuerza Guerrera para enfrentar a Héctor Garza, Perro Aguayo y Canek. Los resultados vieron a Perro Aguayo clavado en Heavy Metal para la victoria. En 1997, en el evento de Rey de Reyes, Heavy Metal participó en el primer torneo de Rey de Reyes. Heavy Metal derrotó a Blue Demon Jr., Maniaco y May Flowers para calificar en la final. En la final, el Metal estuvo cerca de ganar, pero perdió ante Latin Lover, lo que lo convirtió en el primer ganador del Rey de Reyes. Heavy Metal más tarde estuvo involucrado en una Lucha de Apuestas en Triplemanía.
Para 1998, el feudo de metal con Sangre Chicana aún no había terminado esta vez en una Lucha De Apuestas en el evento Rey de Reyes. Heavy Metal ganó y el pelo de Sangre Chicana se afeitó. Heavy Metal luego comenzó una pelea con el luchador enmascarado Kick Boxer. En el evento principal de Triplemanía VI, Heavy Metal se enfrentó a Kick Boxer pero perdió el combate. En Verano de Escándalo, Metal se unió a Blue Demon Jr. para enfrentar a Abismo Negro y Kick Boxer en un Steel Cage Match. Heavy Metal y Blue Demon, Jr. derrotaron a Abismo Negro y Kick Boxer. En el evento Guerra de Titanes, Heavy Metal se uniría con Octagón para enfrentar a Pentagón y Kick Boxer en un Steel Cage Match que ganaron.
En 2000, Heavy Metal volvió a ser Heel. Heavy Metal comenzó a pelear con Cibernético sobre su Campeón AAA Campeón de Campeones. En 2001, Heavy Metal derrotó a Cibernético en un Steel Cage Match ganando el Campeonato de Campeón de Campeones de la AAA. Dos meses después, Cibernético recuperó el título.
Después de TNA, Heavy Metal regresó a AAA. Desde su regreso, volvió a ser un técnico. En el evento Verano de Escándalo, Heavy Metal, El Intocable, El Zorro, vencieron a Histeria, y Psicosis II y Mosco de la Merced II en un Steel Cage Match donde el último hombre en la jaula perdería su cabello o su máscara. Mosco de la Merced II fue desenmascarado debido a su pérdida. Heavy Metal luego abandonó AAA a finales de 2004.

### Total Nonstop Action Wrestling (2004)
Heavy Metal fue a Total Nonstop Action Wrestling (TNA) porque el acuerdo de trabajo de AAA con la compañía y también para reemplazar el lugar de Juventud Guerrera para la TNA World X Cup de Estados Unidos. Junto con Abismo Negro, el Mr. Águila y Héctor Garza, "Team México" tuvo éxito en ganar la X-Cup de Estados Unidos. Más tarde lo retuvieron contra el Team Canada también. Después de que terminó la TNA X Cup, Heavy Metal regresó a AAA.

### Consejo Mundial de Lucha Libre (2005-2010)
Erick Casas regresó a CMLL en 2005. Erick Casas permaneció bajo su Gimmick de Heavy Metal a pesar de que nunca había sido Heavy Metal en CMLL en el pasado. Heavy Metal participó en el torneo Leyenda de Azul en 2005. En la primera ronda de Leyenda de Azul perdió contra Rey Bucanero. En el Torneo Gran Alternativa 2006, Heavy Metal era un veterano; haciendo equipo con El Texano Jr. En los cuartos de final, el dúo perdió ante Loco Max y Rey Bucanero. Heavy Metal participó en la Leyenda de Azul 2006. En la primera ronda, perdió contra Black Warrior. En 2007, Heavy Metal se asoció con Super Nova para el Torneo Gran Alternativa. En la primera ronda, el equipo perdió ante los ganadores de esa noche La Sombra y Místico. En 2008, Heavy Metal perdió su cabello ante Toscano en una Lucha de Apuesta. Esta fue la primera vez que Heavy Metal perdió en un combate de Lucha de Apuesta como Heavy Metal.

### Regreso en AAA (2010-2013)
En el show de AAA en la Ciudad de México, un evento que compite directamente contra el gran evento de CMLL Homenaje a Dos Leyendas, Heavy Metal hizo un sorprendente regreso a AAA, atacando a Konnan y uniendo fuerzas con Cibernético en su lucha contra la Legión Extranjera. Después de un descanso de cuatro meses debido a una lesión, Heavy Metal regresó a AAA el 4 de febrero de 2011, y entró en la serie Best of Five Hair vs. Hair con Electroshock, con quien se había peleado antes de su lesión. El quinto partido de la serie, Best of Five Bull Terrier, tuvo lugar el 18 de marzo en Rey de Reyes y terminó con Heavy Metal derrotando a Electroshock, después de golpear con la guitarra, por su cabello.
El 18 de junio en Triplemanía XIX, Electroshock, Heavy Metal y Joe Líder derrotaron a Silver King, Último Gladiador y Chessman en un Tables, Ladders & Chairs Match. El 31 de marzo de 2013, Heavy Metal se unió a Danny Casas para representar a la familia Casas en el torneo La Guerra de Familias de IWRG. El equipo perdió ante Los Junior Dinamitas (Cien Caras, Jr. e Hijo de Máscara Año 2000) en la primera ronda.
El 16 de junio en Triplemanía XXI, Heavy Metal derrotó a Chessman para convertirse en el contendiente número uno al Megacampeonato de AAA. Recibió su oportunidad por el título más tarde ese mismo evento, pero fue derrotado por el campeón defensor, El Texano Jr.

## Vida personal
Erick Casas es hijo del árbitro Pepe Casas y hermano de Negro Casas y El Felino.

## Campeonatos y logros
- Asistencia Asesoría y Administración
  - Campeonato de Campeón de Campeones de la AAA (1 vez)
  - Campeonato Nacional de Peso Wélter (2 veces)[12][13]
  - Campeonato Nacional en Parejas (1 vez) – con Latin Lover[14]

- International Wrestling Revolution Group
  - Campeonato Intercontinental de Peso Completo de IWRG (1 vez)[15]
  - Campeonato Intercontinental de Tríos de la IWRG (1 vez) – con El Felino & Negro Casas[16]

- Total Nonstop Action Wrestling
  - TNA World X Cup (2004) – con Mr. Águila, Abismo Negro, Héctor Garza y Juventud Guerrera como Team Mexico

- Universal Wrestling Association
  - Campeonato Mundial de Peso Semicompleto de la UWA (1 vez)
  - Campeonato Mundial de Peso Semicompleto Junior de la UWA (1 vez)

- World Wrestling Association
  - WWA Welterweight Championship (1 vez)

- Pro Wrestling Illustrated
  - Situado en el N.º 174 en los PWI 500 de 1995[17]
  - Situado en el N.º 201 en los PWI 500 de 1996[18]
  - Situado en el N.º 163 en los PWI 500 de 1997[19]
  - Situado en el N.º 135 en los PWI 500 de 1998[20]
  - Situado en el N.º 95 en los PWI 500 de 1999[21]
  - Situado en el N.º 112 en los PWI 500 de 2002[22]
  - Situado en el N.º 109 en los PWI 500 de 2003[23]
  - Situado en el N.º 184 en los PWI 500 de 2004[24]
  - Situado en el N.º 221 en los PWI 500 de 2005[25]
  - Situado en el N.º 180 en los PWI 500 de 2006[26]
  - Situado en el N.º 163 en los PWI 500 de 2007[27]
  - Situado en el N.º 240 en los PWI 500 de 2008[28]
  - Situado en el N.º 174 en los PWI 500 de 2011[29]
  - Situado en el N.º 256 en los PWI 500 de 2013[30]